# Guild Wars
Guild Wars je kolekcija 3D RPG igara kreirana od strane ArenaNeta i izdana od strane NCSofta. Iako se često grupira u skupinu MMORPG, njezini kreatori definiraju ju kao CORPG zbog značajnih razlika od MMORPG žanra. Ove igre pružaju dva glavna oblika igranja - kooperativnu komponentu i kompetitivnu PvP komponentu, od kojih su obje hostane na serverima ArenaNeta. Od travnja 2005. godine do kolovoza 2007. godine, u prodaju je pušteno tri zasebne igre ove serije, kao i jedna ekspanzija.
Igre prikazuju povijest fiktivnog svijeta zvanog Tyria; svaka kampanja usredotočena je na događaje u odvojenim dijelovima svijeta u otprilike jednako vrijeme. Igrač na početku stvara svog avatara kojim prolazi kroz kooperativni dio kampanje, preuzimajući ulogu heroja koji mora spasiti Tyriju od antagonista svake od triju kampanja. Igrači se mogu udružiti s ostalim igračima ili drugim neigrivim likovima, plaćenicima i herojima, odrađujući misije i zadatke u fiktivnom svijetu. PvP komponenta je unaprijed dogovorena, temeljena na timskom radu i ograničena na područja predviđena za takav oblik igranja. Igračima je dozvoljeno kreirati lika na najvišoj mogućoj razini te opremiti željenom opremom za PvP područja, što je neobično za MMORPG žanr. ArenaNet hosta Guild Wars turnire gdje najuspješniji igrači i gilde imaju priliku natjecati se uživo na konvencijama i osvojiti i do 100,000 dolara.
Igra se razlikuje od ostalih MMORPG igara po nedostatku mjesečne naplate (kupnjom jedne od kampanja igraču je dozvoljeno igrati putem interneta bez ikakvih ograničenja, iako on ili ona neće moći pristupiti područjima i predmetima dostupnima samo u drugim kampanjama) i niskim maksimalnim razinama iskustva. Nakon ostvarenja maksimalne razine (20. razina), igrači se diferenciraju vještinama koje nose u borbu; nove vještine mogu naučiti istraživanjem fiktivnog svijeta ili obavljajući razne zadatke. Od svih vještina koje je naučio, igrač svog avatara može opremiti s najviše osam vještina. Najveći izazov igračima predstavlja pronalazak vještina koje međusobno stvaraju sinergiju s ostalim pripadnicima tima unutar određene instance.
Igre unutar Guild Wars serije kritički su pozitivno primljene i osvojile su brojne nagrade za najisplativiju igru, najbolju MMORPG igre te najbolju računalnu igru. Guild Wars je primjetno različit od ostalih komercijalnih igara MMORPG žanra po tome što pruža mrežno igranje igre bez mjesečne nadoplate, njegov pristup igranju u instancama, te grafičkom kvalitetom koja je ostvariva i pri nižim postavkama. U kolovozu 2009. godine, NCSoft je objavio kako je prodano preko 6 milijuna igara iz Guild Wars serije. U ožujku 2007. godine, najavljen je nastavak Guild Wars 2, koji će donijeti poboljšanu grafiku i način igranja, te će nastaviti tradiciju bez mjesečne naplate. Nije objavljen datum izlaska nastavka u prodaju. 

## Vanjske poveznice
- Službena stranica